# Spike Island (Cheshire)

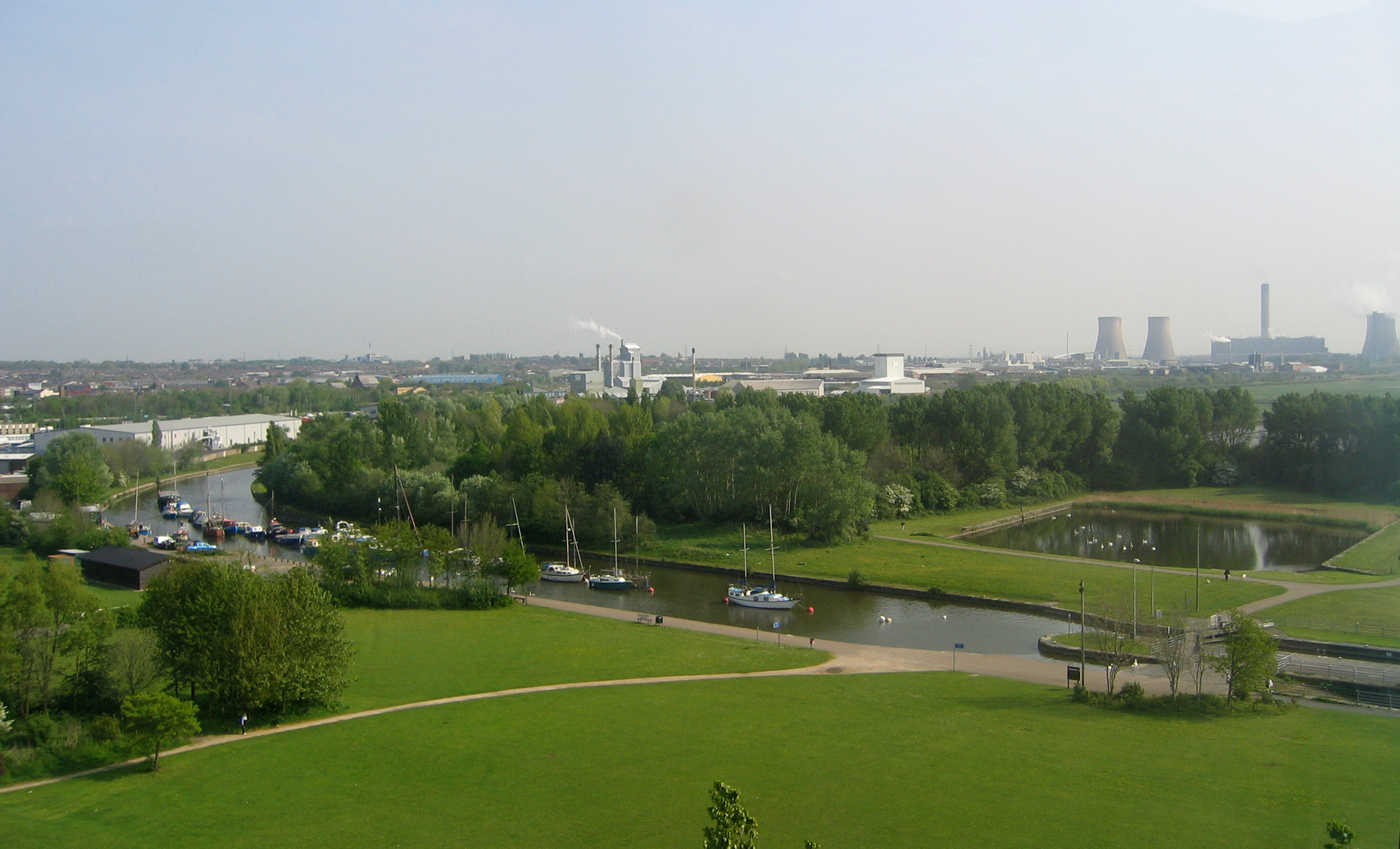
Spike Island vista dal Catalyst Science Discovery Centre nel 2007

Spike Island è un'isola situata all'estuario del fiume Mersey a Widnes, città del borough di Halton, Cheshire, nel nord ovest dell'Inghilterra.

## Storia
Sede di un'importante industria chimica durante il XIX secolo, fu uno dei centri della rivoluzione industriale. Negli anni '70 la zona era stata già abbandonata ed era caratterizzata da edifici industriali dismessi, ferrovie abbandonate, canali e terreni inquinati. Tra il 1975 e il 1982 l'isola fu bonificata e divenne nuovamente spazio verde.

## Cultura
Il 27 maggio 1990 la band britannica The Stone Roses tenne a Spike Island un grande concerto di fronte a 27.000 giovani, con supporter come i dj Dave Haslam, Paul Oakenfold e Frankie Bones, un'orchestra di percussioni originaria dello Zimbabwe e l'artista reggae Gary Clail. Questo importante evento, entrato nella cultura popolare, è stato al centro del film Spike Island, uscito nelle sale nel 2012.